# سیارک ۵۴۸
سیارک ۵۴۸ (به انگلیسی: 548 Kressida، نامگذاری:1904PC) پانصد و چهل و هشتمین سیارک کشف شده‌است که در ۱۴ اکتبر ۱۹۰۴ و در هایدلبرگ کشف شد.
قدر مطلق سیارک برابر ۱۱٫۲۶ است.